# PR-LP 17
El sendero PR-LP 17, denominado Camino de la Faya, es un sendero de Pequeño Recorrido en La Palma (Canarias, España) que une el Refugio del Pilar con la Playa del Hoyo.
La longitud total del recorrido es de 14400 metros. Hay 1530 metros de desnivel.